# Axel Kicillof
Axel Kicillof, né le 25 septembre 1971 à Buenos Aires, est un économiste argentin. Il est ministre de l'Économie de 2013 à 2015, député de 2015 à 2019 et gouverneur de la province de Buenos Aires depuis décembre 2019.

## Biographie
De décembre 2011 à novembre 2013, il est secrétaire à la politique économique et à la planification au développement de la nation argentine dans le cabinet de Cristina Kirchner. À ce titre, il pilote la nationalisation de l'entreprise pétrolière YPF. Le 20 novembre 2013, il est nommé ministre de l'Économie. Il le demeure jusqu'au 10 décembre 2015, date à laquelle il entre à la Chambre des députés où il a été élu le 25 octobre précédent.
Le 27 octobre 2019, il est élu dès le premier tour gouverneur de la province de Buenos Aires, en remportant 52 % des suffrages et prend ses fonctions le 11 décembre suivant.
En août 2023, il est pré-candidat à sa réélection, se présentant aux élections primaire en Argentine, préalables à l'élection d'octobre 2023 de la province de Buenos Aires.
Le 22 octobre 2023, il est réélu, dès le premier tour, gouverneur de la Province de Buenos Aires.